# عبد المنعم التراس
فريق عبد المنعم إبراهيم بيومى التراس، قائد عسكري مصري، من مواليد 10 نوفمبر 1952، شغل سابقاً منصب قائد قوات الدفاع الجوي المصرية منذ 14 أغسطس 2012، خلفاً للفريق عبد العزيز سيف الدين، وحتى 17 ديسمبر 2016 حيث تم تعيينه مستشاراً لرئيس الجمهورية للشئون العسكرية. وفي 12 أغسطس 2018 كلف برئاسة مجلس إدارة الهيئة العربية للتصنيع.

## التأهيل العسكري
- الفرقة الأساسية
- قادة سرايا نيران (صواريخ م ط)
- قادة كتائب نيران (صواريخ م ط)
- دورة أركان حرب عام
- زمالة كلية الحرب العليا بأكاديمية ناصر العسكرية العليا

## حياته المهنية
- قائد كتيبة صواريخ م ط
- قائد لواء دجو
- قائد فرقة دجو
- مدير كلية الدفاع الجوي
- رئيس أركان قوات الدفاع الجوي
- قائد قوات الدفاع الجوي.[1][4]
- مستشار رئيس الجمهورية للشئون العسكرية.[2]

## حياته الاجتماعية
متزوج وله 3 أبناء ولد وبنتان، هم أحمد وبسنت وفرح.

## الأوسمة والأنواط والميداليات
- نوط تحرير سيناء
- ميدالية الخدمة الطويلة والقدوة الحسنة
- نوط الخدمة الممتازة
- نوط التدريب
- ميدالية 6 أكتوبر 1973
- ميدالية مقاتلي أكتوبر 1973
- ميدالية العيد العشرين للثورة
- ميدالية يوم الدفاع الجوي
- ميدالية اليوبيل الفضي لنصر أكتوبر
- ميدالية اليوبيل الذهبي لثورة 23 يوليو 1952
- وسام الجمهورية.[5]